# Chas W. Freeman

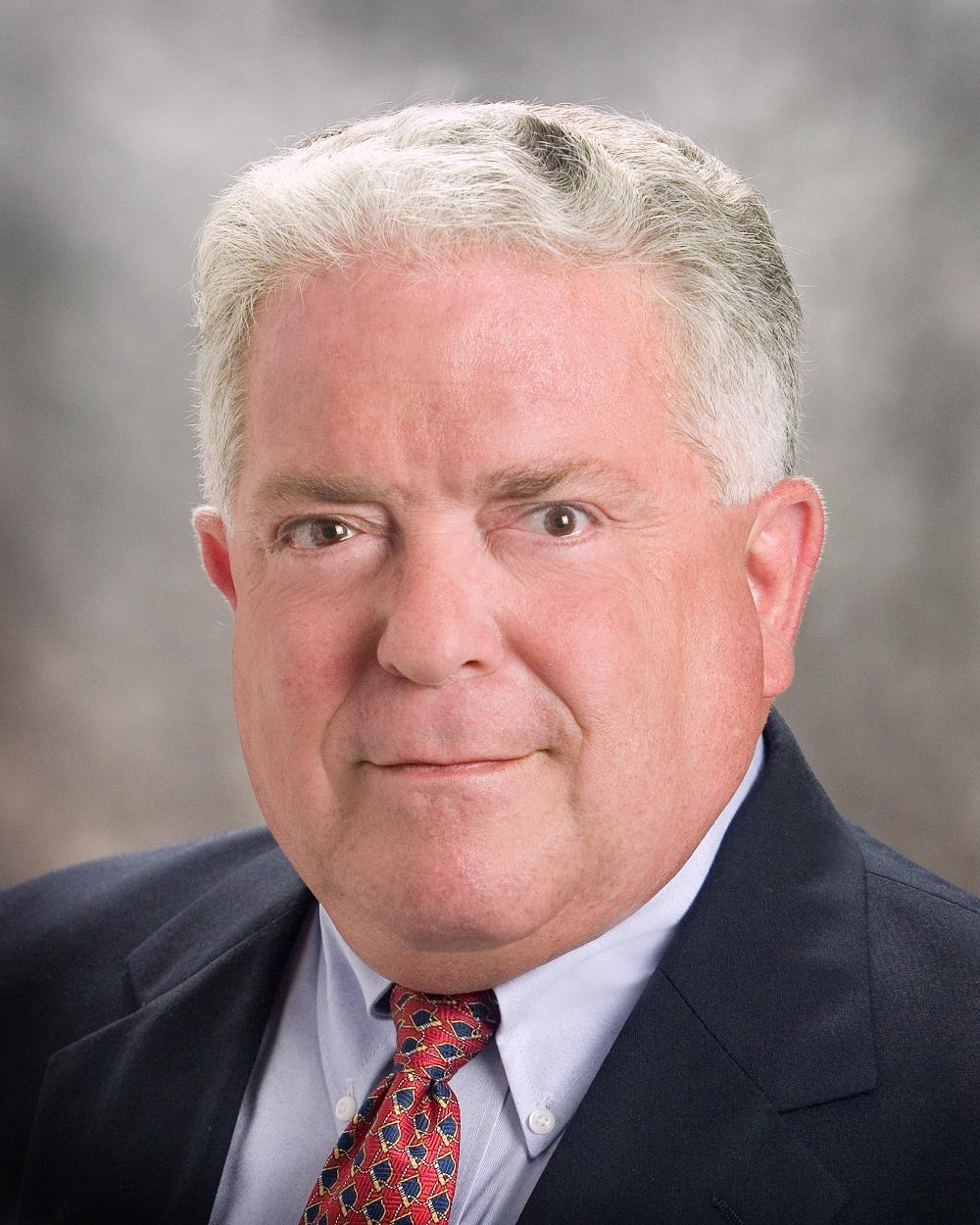
Chas W. Freeman (2005)

Charles „Chas“ W. Freeman Jr. (* 2. März 1943 in Washington, D.C.) ist ein US-amerikanischer Diplomat. Als Karrierediplomat organisierte Freeman u. a. die Reise des US-Präsidenten Richard Nixon nach China im Jahr 1972, durch die die diplomatischen Beziehungen beider Länder begründet wurde, und amtierte als Botschafter der Vereinigten Staaten in Saudi-Arabien (1990–1992).

## Leben und Tätigkeit

### Frühe Jahre
Freemans Eltern waren der Unternehmer Charles Wellman Freeman und seine Ehefrau Carla Elizabeth, geb. Park. Die Mutter starb, als er erst neun Jahre alt war. Den Großteil seiner Kindheit verbrachte Freeman in Nassau auf den Bahamas, wo er die St. Andrew’s School besuchte. 1956 wurde er zu seiner weiteren Erziehung in das Internat Milton Academy in Massachusetts gegeben.
Ab 1960 studierte Freeman an der Yale University, die er 1963 mit einem vorzeitigen Abschluss mit dem Prädikat magna cum laude verließ. Anschließend begann er juristische Studien an der Harvard Law School. Er unterbrach sie 1965, um in den Auswärtigen Dienst der Vereinigten Staaten einzutreten. Die Abschlussexamen legte er 1974 an Harvard-Universität ab.

### Karriere im Auswärtigen Dienst der Vereinigten Staaten (1965–1992)
Nach dem Eintritt in den amerikanischen Auswärtigen Dienst (United States Foreign Service) wurde Freeman zunächst als Hilfskraft in Indien und Taiwan verwendet. Er eignete sich die entsprechenden Sprachkenntnisse an, gilt als polyglott und spricht fließend Chinesisch, Französisch, Spanisch und Arabisch. Er besitzt Grundlagenkenntnisse in weiteren Sprachen.
In der zweiten Hälfte der 1960er Jahre wurde Freeman im US-Außenministerium  in der Abteilung für China („China desk“) eingesetzt und stieg dort in leitende Positionen auf. Richard Nixon beschloss 1972, diplomatische Beziehungen mit der Volksrepublik China aufzunehmen, nachdem offizielle Beziehungen zwischen beiden Ländern seit der Gründung der Volksrepublik 1949 nicht bestanden hatten. Nixon vereinbarte mit der chinesischen Staatsführung, dass er als symbolischen Akt zur sichtbaren offiziellen Initiierung dieser Beziehungen eine Reise nach China unternehmen würde. Freeman wurde mit der organisatorischen Vorbereitung dieser Reise betraut. Er war Hauptdolmetscher der amerikanischen Delegation und nahm in dieser Funktion an den Gesprächen zwischen Nixon und dem chinesischen Staatschef Mao Zedong sowie führenden chinesischen Persönlichkeiten wie Zhou Enlai teil.
In späteren Jahren wurde Freeman stellvertretender Direktor (Deputy Director) der Abteilung des State Department für die Republik China, d. h. Taiwan. Er wurde zeitweise beurlaubt, um seine juristischen Studien an der Harvard University zum Abschluss zu bringen. Seine Forschungsarbeit wird weithin als Grundlage für den 1979 erlassenen Taiwan Relations Act betrachtet, der die Beziehungen zwischen den Vereinigten Staaten und Taiwan nach der Anerkennung der Volksrepublik China neu regelte. Bis 1972 war Taiwan von den USA offiziell als chinesischer Staat betrachtet worden. Die Vorarbeiten für das Gesetz des Kongresses hatte das State Department geleistet.
In den 1980er Jahren wurde Freeman Geschäftsführer und stellvertretender Missionsleiter bei der amerikanischen Botschaft in Peking und an der amerikanischen Botschaft in Bangkok. 1986 wurde Freeman stellvertretender Unterstaatssekretär für Afrikaangelegenheiten (Deputy Assistant Secretary of State for African Affairs). In dieser Stellung war er an den Verhandlungen über den Abzug kubanischer Truppen aus Angola und zur Unabhängigkeit von Namibia beteiligt.
Im November 1989 ernannte Präsident George Bush  Freeman zum Botschafter der Vereinigten Staaten in Saudi-Arabien, wo er auf Walter L. Cutler folgte. In dieser Stellung fiel ihm die Pflege der diplomatischen Beziehungen zwischen den Vereinigten Staaten und dem Königreich im Vorfeld und während des Golfkrieges von 1991 zu, den die USA u. a. aus Sorge um die Sicherheit von Saudi-Arabien als einem ihrer Schlüsselverbündeten in der Region führten.
Im August 1992 verließ Freeman den diplomatischen Dienst. Für die Leistungen seiner fast 30-jährigen Amtszeit erhielt er eine Reihe staatlicher Auszeichnungen: den Distinguished Public Service Award (zweimal), den Presidential meritorious Service Award (dreimal), den Distinguished Honor Award (zweimal), die CIA Medaillon, den Defense Meritorious Service Award, und den Superior Honor Award.

### Weitere Laufbahn (1993–2024)

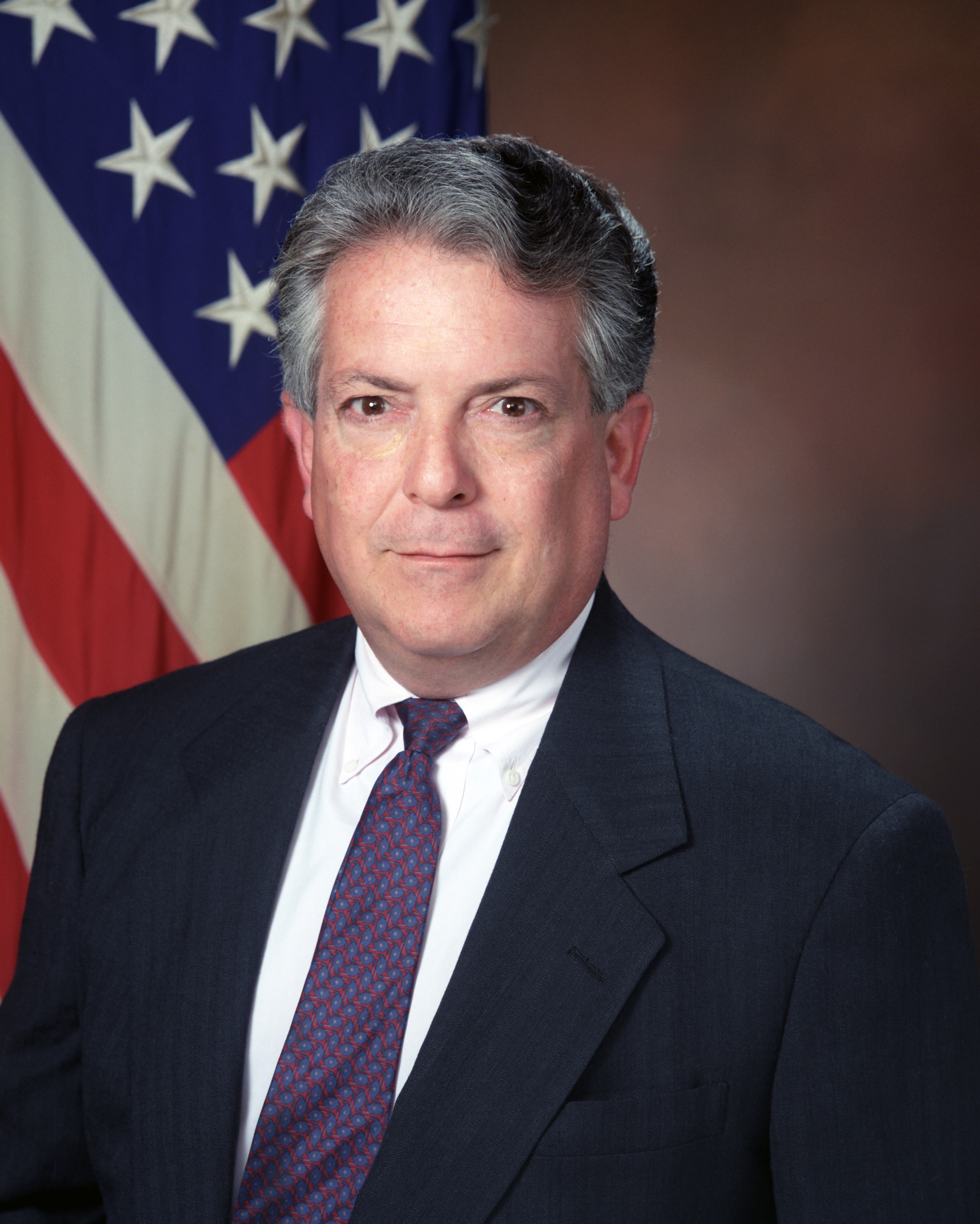
Chas W. Freeman zu seiner Zeit als Assistant Secretary of Defense

In der 1993 antretenden Regierung von Bill Clinton wurde Freeman zum Unterstaatssekretär im Verteidigungsministerium der Vereinigten Staaten (Assistant Secretary of Defense) mit Zuständigkeit für Internationale Sicherheitsfragen (International Security Affairs) ernannt. Diese Stellung behielt er bis 1994. Sein Nachfolger wurde Joseph Nye.
1994 wechselte Freeman mit dem Rang eines „Distinguished Fellow“ an das United States Institute of Peace.
1995 ging er in die Privatwirtschaft: Er wurde Vorsitzender des Vorstands der Firma Projects International, einem Unternehmen, das sich der Vermittlung von internationalen Geschäftsabschlüssen widmet. Daneben gehörte er den Vorständen bzw. Aufsichtsräten und Beiräten diverser Firmen und Organisationen an. Unter anderem saß er von 2004 bis 2008 im Internationalen Beirat der China National Offshore Oil Corporation, einem Staatskonzern, der sich mit der Erschließung von Ölreserven in den Gewässern vor den Küsten Chinas befasst.
1997 übernahm Freeman in der Nachfolge von George McGovern das Amt des Präsidenten des Middle East Policy Council (MEPC), das sich der Aufgabe widmet, die Beziehungen der USA zu den arabischen Ländern zu pflegen bzw. das Verständnis für und die Umsetzung von amerikanischen Interessen im arabischen Raum zu fördern.
In den 1990er Jahren verfasste Freeman zwei Bücher über das Diplomatenhandwerk und Außenpolitik: Arts of Power. Statecraft and Diplomacy, das 1997 erschien, und The Diplomat's Dictionary. Außerdem betreute er den Eintrag „Diplomacy“ für die Encyclopædia Britannica redaktionell. In späteren Jahren veröffentlichte er drei Werke über die amerikanische Außenpolitik im Mittleren Osten bzw. in China: America's Misadventures in the Middle East (2010) und America's Continuing Misadventure in the Middle East (2016) stellen seine Sicht der amerikanischen Invasion des Iraks im Jahr 2003 und der destabilisierenden Folgen für die gesamte Region dar Interesting Times. China, America, and the Shifting Balance of Prestige (2013) analysiert die sino-amerikanischen Beziehungen von 1969 bis 2012, verbunden mit Freemans Einschätzung zukünftiger Entwicklungen.

#### Kontroverse um Freemans Nominierung als Vorsitzender des Nationalen Rates für Nachrichtendienstliche Fragen
Nach der Bildung der Regierung Obama im Januar 2009 wurde Freeman am 26. Februar 2009 von Dennis C. Blair, dem Director of National Intelligence in der neuen Regierung, für das Amt des Vorsitzenden des National Intelligence Council, dem Nationalen Rat der Vereinigten Staaten für Nachrichtendienstliche Fragen, nominiert. Blair bezeichnete Freeman für das Amt als besonders geeignet aufgrund seiner vielschichtigen Erfahrungen in den Arbeitsgebieten Verteidigung, Diplomatie und Nachrichtenwesen.
Die Nominierung rief scharfe Widerstände bei einer Anzahl von Gruppen hervor, die im politischen Leben der amerikanischen Hauptstadt über starken Einfluss verfügen: So kritisierte die Lobbyorganisation American Israel Public Affairs Committee (AIPAC) Freeman aufgrund seiner angeblich ausnehmend engen Beziehungen zum saudi-arabischen Außenministerium und seiner distanzierten Einstellung zum Staat Israel. Die Zionist Organization of America rief sogar ausdrücklich dazu auf, die Nominierung von Freeman zu widerrufen. Die sieben Vertreter der Republikanischen Partei im Senatsausschuss für Nachrichtendienstliche Fragen (Senate Select Committee on Intelligence) verfassten einen gemeinsamen Brief, in dem sie Bedenken wegen Freemans angeblichem Mangel an Erfahrung für den Posten, für den er ins Auge gefasst wurde, sowie Zweifel an seiner Objektivität geltend machten, während der demokratische Kongressabgeordnete Steve Israel auf die angeblich „voreingenommenen öffentlichen Äußerungen“ (prejudicial public statements) von Freeman über den Staat Israel verwies. 87 chinesische Dissidenten richteten eine gemeinsame Erklärung an den US-Präsidenten Obama, in der sie diesen aufforderte, die Ernennung noch einmal zu überdenken. In der Presse wurde weithin angenommen, dass die Senatoren und Kongressabgeordneten, die sich gegen die Ernennung Freemans aussprachen, zu ihrer Haltung durch die israelische Lobby in Washington veranlasst worden waren.
Die Vorsitzende des Repräsentantenhauses, Nancy Pelosi, soll Berichten zufolge auf den neuen Präsidenten Obama eingedrungen haben, auf eine Ernennung Freemans zu verzichten, wobei sie ihre Haltung mit Äußerungen Freemans über das Tian’anmen-Massaker von 1989 gerechtfertigt haben soll. Angeblich soll Pelosi die betreffenden Äußerungen des Diplomaten als eine Rechtfertigung des Vorgangs gewertet haben. Freeman reagierte auf die entsprechenden Berichte, indem er öffentlich feststellte, dass es sich bei den fraglichen Äußerungen von ihm nicht um seine eigene Meinung gehandelt habe, sondern darum darzustellen, wie die chinesische Führung das Ereignis, nach seiner Einschätzung als langjähriger Beobachter der politischen Verhältnisse in China, betrachtet hätte.
Am 10. März 2009 erklärte Freeman, dass er bitte, von der Inaussichtnahme seiner Person für den Posten des Vorsitzenden des Rates für Nachrichtenfragen Abstand zu nehmen. Er begründete dies damit, dass selbst wenn es gelingen sollte, seine Nominierung gegen die opponierenden Kräfte durchzusetzen, die Angriffe auf seine Person derart schwer seien, dass seine Befähigung das Amt angemessen zu versehen im Ergebnis bereits irreparabel torpediert worden sei. In späteren Statements präzisierte er, dass er ein ordnungsgemäßes Funktionieren des Gremiums für unmöglich gehalten habe, wenn sein Vorsitzender unablässig leidenschaftlichen Angriffen von Aparatschiks ausgesetzt wäre, deren Loyalitäten den Zielen einer bestimmten „politischen Fraktion in einem fremden Land“ (the views of a political faction in a foreign country) gehören würden, wobei er das letztere als Israel identifizierte.
In einer öffentlichen Erklärung wertete er die Intervention der Israellobby gegen seine Nominierung als Anzeichen dafür, dass die Befähigung der US-Regierung, unabhängige Entscheidungen zu treffen, durch die Macht der in Washington operierenden Lobbygruppen massiv gefährdet sei:
Die Verleumdungen meiner Person und die leicht rückverfolgbare Emailspur [die zu ihren Urhebern führen] zeigen eindeutig, dass eine mächtige Lobby entschlossen ist, zu verhindern, dass jede Sichtweise, die von der ihren abweicht, Gehör bekommt. Die Taktiken der Israellobby erreichten die tiefsten Tiefen der Unehre und der Unanständigkeit und bestehen in der Diffamierung des Charakters Andersdenkender, selektiver Falschzitierung, der wissentlichen Verzerrung tatsächlicher Sachverhalte, der Fabrizierung von Fälschungen, und völliger Gleichgültigkeit gegenüber der Wahrheit [...] Das Ziel dieser Lobby ist es, Kontrolle über den politischen Prozess zu erlangen, indem sie ein Veto, das sie erlangt hat, ausübt, um die Ernennung von Personen zu entscheidenden Ämtern zu verhindern, die die Klugheit ihrer Ansichten [die Ansichten der Lobby] in Frage stellen, indem sie political correctness gegenüber der nüchternen Analyse als leitendes Prinzip durchsetzt, und indem sie es unmöglich für [uns] Amerikaner und unsere Regierung macht, irgendwelche Entscheidungsoptionen zu wählen, außer jenen, die sie wünscht."
In einem Interview mit Robert Dreyfus über die Affäre in dem Magazin The Nation führte Freeman aus, dass er es rückblickend bereue, nicht die „rechtsgerichtete Likud-Partei und ihre fanatischen Unterstützer [in unserem Land]“, die man auch die „[Avigdor] Lieberman Lobby [damaliger israelischer Premier]“ nennen könnte, als die Urheber der Angriffe auf seine Person identifiziert zu haben. Zugleich wiederholte er seine Warnung, dass die Affäre emblematisch dafür stehe, wie durch Angriffe auf Personen wie ihn versucht werde, Kritiker des Staates Israel davon abzubringen hohe Regierungsposten zu übernehmen. Als positives Zeichen machte er geltend, dass er von einer Anzahl Amerikaner jüdischen Glaubens, die die Politik Israels ablehnen würden, nach der Verhinderung seiner Ernennung, lobende Zuschriften aufgrund seiner Haltung erhalten habe.

## Öffentliche Positionierungen
In den 2000ern positionierte Freeman sich öffentlich gegen den Angriffskrieg der Vereinigten Staaten gegen den Irak. Er argumentierte, dass der Krieg die 2001 begonnene Intervention gegen den islamischen Terrorismus, die legitim gewesen sei, und von den meisten Moslems gutgeheißen worden sei, in den Augen der meisten Einwohner der islamischen Länder in einen allgemeinen Krieg des Westens gegen den Islam als Religion transformiert und so zu einem ungewinnbaren Unterfangen gemacht habe.
2004 gehörte er zu einer Gruppe von 27 pensionierten Diplomaten und Offizieren, die der amtierenden Regierung von George W. Bush in einer öffentlichen Erklärung vorwarfen, die Komplexitäten der gegenwärtigen Welt nicht zu verstehen und dass sie unfähig sei, den großen Verantwortungslasten, die sich aus der globalen Führungsstellung der Vereinigten Staaten ergeben würden, gerecht zu werden, woraus sich für die Diplomaten und Offiziere die Folgerung ergab, dass eine Wiederwahl von George W. Bush zum US-Präsidenten bei der in diesem Jahr anstehenden Wahl nicht wünschenswert sei.

## Ehe und Familie
Freeman ist verheiratet mit Patricia Trenery Freeman. Aus der Ehe gingen zwei Söhne, Charles III und Nathaniel, und eine Tochter, Carla, hervor.

## Schriften
- Cooking western in China: A new, Practical Menu Cookbook, South China Pree, 1987. (bilinguales Kochbuch; zusammen mit P.T. Freeman, Deng Baorong)
- The Diplomat's Dictionary, United States Institute of Peace Press, 1997. (Neuauflage 2010)
- Arts of Power. Statecraft and Diplomacy, United States Institute of Peace Press, 1997.
- America's Misadventures in the Middle East, at Just World Books, 2010.
- Interesting Times. China, America, and the Shifting Balance of Prestige, Just World Books, 2013.
- America's Continuing Misadventures in the Middle East, Just World Books, 2016.